# Nikolaikirche (Lidköping)

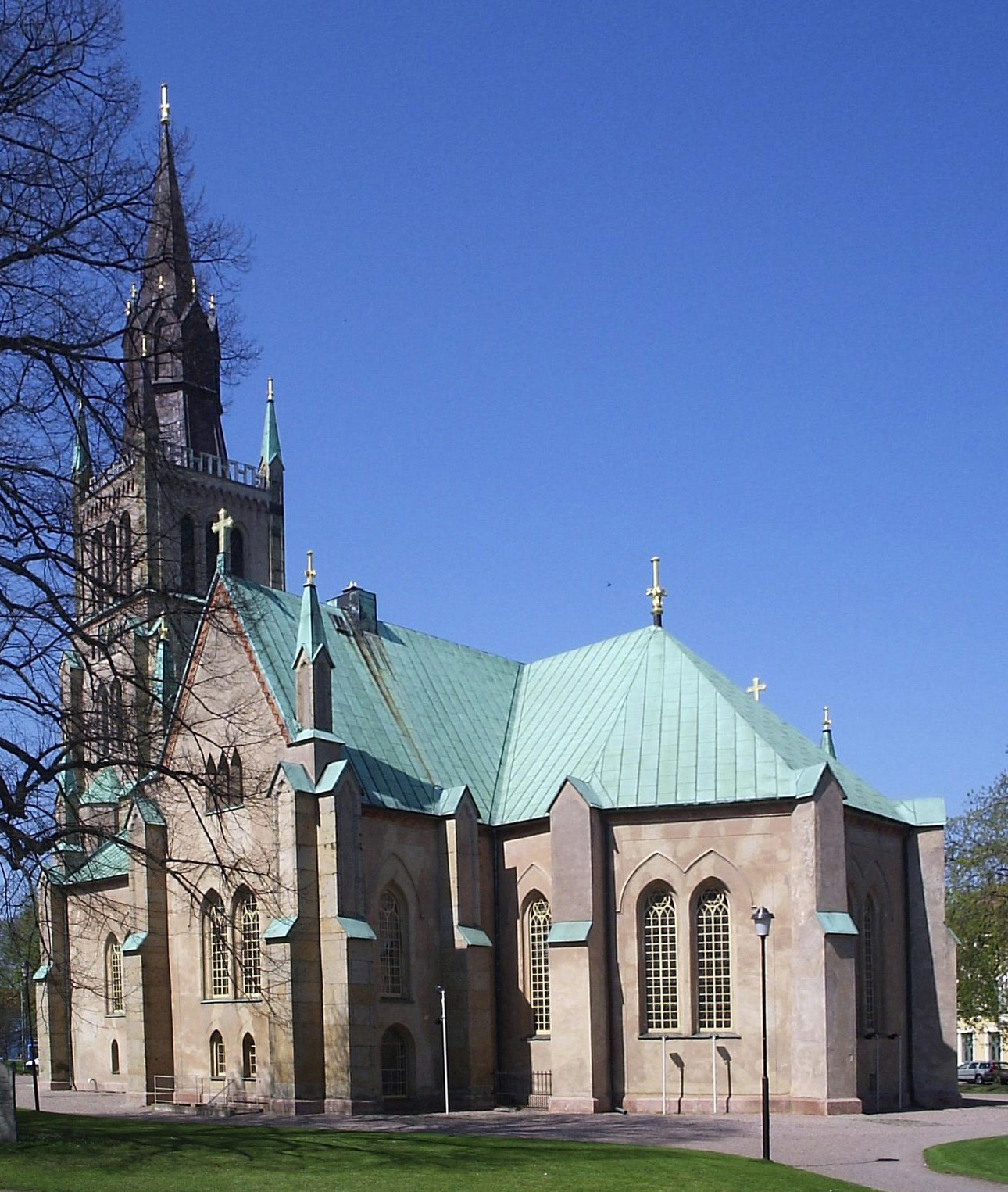
Lidköping, Nikolaikirche

Die evangelisch-lutherische Nikolaikirche in Lidköping in Västra Götalands län ist eine im neugotischen Stil nach 1849 errichtete Kirche.

## Geschichte
Die erste Nikolaikirche in Lidköping wurde in der Mitte des 15. Jahrhunderts errichtet. 1849 stürzte die Kirche beim großen Feuer in Lidköping ein. Der Wiederaufbau begann sehr schnell unter der Leitung des Architekten Helgo Zettervall. Der Turm wurde umgebaut, neue Säulen im Langhaus errichtet und eine neu Dachkonstruktion installiert. Durch eine weitere Restaurierung um 1880 erhielt die Kirche ihren neugotischen Charakter. 1930 wurden alle Gemälde übertüncht. Unter der Leitung des Architekten Jerk Alton wurde 1994–1995 eine weitere Restaurierung durchgeführt.
Die Nikolaikirche ist dem Heiligen Nikolaus, dem Schutzpatron der Seefahrenden und Bischof von Myra gewidmet.

## Ausstattung
Wände und Gewölbe wurden 1994–1995 wieder nach altem Muster dekoriert. In der alten Sakristei gibt es eine Marienkapelle mit Glasfenstern. Der Künstler Sven-Bertil Svensson war für die künstlerische Gestaltung zuständig.

## Orgel
Die Kirche hat seit dem 17. Jahrhundert Orgeln. Die Rudberus-Orgel war eine der größten in Schweden, bis zum großen Feuer 1849.
Die große Orgel wurde 1901 von der Fa. C. A. Härngren, Lidköping gebaut. Sie wurde 1977 von Smedmans Orgelfirma umdisponiert und erweitert. Der prachtvolle Prospekt ohne Klangfunktion stammt von der ehemaligen Orgel, die A.V. Lindgren aus Stockholm gebaut hatte. Von dieser Orgel sind auch einige der 34 Register in der heutigen Orgel.
Die Chororgel wurde 1995 von Smedmans Orgelfirma gebaut. Sie hat 17 Register und doppelte Spielschränke. Der Prospekt wurde vom Architekten Jerk Alton entworfen.